# FEFCO-ESBO-Code
Der FEFCO-ESBO-Code (auch International fibreboard case code; deutsch: Internationaler Code für Versandverpackung) ist ein international gültiger Code zur Beschreibung von Verpackungsmitteln aus Wellpappe und Vollpappe. In den 1960er Jahren von europäischen Industrieverbänden festgelegt, wurde der Code später von der International Corrugated Case Association (ICCA) übernommen und ist somit weltweit im Gebrauch.

## Bedeutung der Abkürzungen
FEFCO steht für Fédération Européenne des Fabricants de Carton Ondule (Europäische Vereinigung der Wellpapphersteller), gegründet 1952, Sitz in Brüssel. Heute: European Federation of Corrugated Board Manufacturers (unter Beibehaltung des Akronyms des früheren französischsprachigen Namens).
ESBO steht für European Solid Board Organization (Europäische Organisation für Vollpappe), gegründet 2004 als Nachfolgeorganisation der 1961 gegründeten ASSCO (Association Européenne des Fabricants de Caisses en Carton Compact, Europäische Vereinigung der Hersteller von Verpackungen aus Vollpappe), Sitz in Den Haag.
Ursprünglich war der Code von der FEFCO entwickelt worden und nur für Verpackungsmittel aus Wellpappe vorgesehen, daher wird z. T. noch heute als Kurzbezeichnung die veraltete Bezeichnung FEFCO-Code verwendet.

## Inhalt des Codes
Der FEFCO-ESBO-Code weist allen gängigen Formen von Verpackungsmitteln aus Wellpappe oder Vollpappe (unabhängig von deren Größe) eine vierstellige Nummer zu. Hierdurch soll die Kommunikation zwischen Kunden und Herstellern dieser Verpackungen erleichtert werden, besonders dann, wenn diese unterschiedliche Sprachen sprechen. So wird z. B. ein handelsüblicher Schuhkarton als FEFCO 0306 codiert. Die FEFCO 0201 – eine Faltschachtel mit aneinander stoßenden Boden- und Deckelklappen ist in der Verpackungsbranche die bekannteste FEFCO-Codierung.
Die ersten beiden Ziffern stehen jeweils für einen Grundtyp von Verpackungsmitteln:
- 01 = Handelsübliche Rollen und Tafeln
- 02 = Faltschachteln
- 03 = Deckelschachteln (üblicherweise zweiteilig, z. B. Schuhschachtel mit Deckel)
- 04 = Falthüllen und Trays
- 05 = Schiebeschachteln
- 06 = Formfeste Schachteln
- 07 = Fertig geklebte Schachteln (Faltbodenschachteln und Aufrichteschachteln)
- 08 = Verpackungen für Einzelhandel und E-Commerce
- 09 = Inneneinrichtungen

Die aktuelle 12. Ausgabe des FEFCO-ESBO-Codes wurde im Jahr 2022 veröffentlicht.
Eine ähnliche Klassifikation stellt der ECMA-Code dar, der sich jedoch ausschließlich auf Faltschachteln aus Vollpappe bezieht.